# Old School EBM
Old School EBM bezeichnet die Rückbesinnung auf die musikalischen Wurzeln und die Ästhetik der Electronic Body Music der 1980er-Jahre. Die Bezeichnung wurde seit etwa Mitte der 1990er-Jahre zunächst sporadisch für Interpreten verwendet, die den Musikstil nach dem Niedergang der EBM-Bewegung konsequent weiterführten bzw. Elemente daraus kompositorisch in ein (damals) zeitgemäßes Grundgerüst implementierten. Außerhalb einschlägiger Musikmagazine war die Bezeichnung bis zum Ende des Jahrzehnts nahezu unbekannt.
Erst nach der Jahrtausendwende wurde dem Ausdruck Old School EBM im Rahmen eines westeuropäischen EBM-Revivals größere Bedeutung zuteil. Die Bezeichnung ‚Old School‘ nimmt dabei vordergründig Bezug auf die Protagonisten der ersten Generation, namentlich DAF, Die Krupps und Liaisons Dangereuses (vgl. Proto-EBM), die auf der Basis einer spartanischen Instrumentierung einen minimalistischen, deutlich sequenzerbetonten Stil vertraten. Der massive Einsatz von Sampling sowie der facettenreiche, melodiöse Sound späterer Gruppen, wie Front 242, spielen oftmals eine eher untergeordnete Rolle.
Aktuelle Vertreter sind u. a. Spetsnaz, Ionic Vision, AD:Key, The Blister Exists, Sequenz-E, Container 90, Proceed, NordarR, Sturm Café, T.W.A.T., A.D.A.C. 8286 und Stechschritt.